# Korjatovics Tódor
Korjatovics Tódor (litvánul: Teodoras Karijotaitis, ukránul: Федір Коріятович ? – 1414) litván főnemes, a Gediminas-ház tagja, Podólia, Novogrudok és Gomel fejedelme, száműzetése után Magyarországon beregi, sárosi és máramarosi főispán, Munkács várának tulajdonosa. 

## Ifjúsága
Születésének időpontja ismeretlen. Apja Karijotas (szlávosan Korjat) volt, a Gediminas nagyfejedelemnek a fia. Apja 1360-as halála után Tódor novogrudoki birtokokat örökölt, ám ezeket kénytelen volt átadni Kęstutis nagybátyjának. Az 1360-as és 70-es években Magyarországon élt, itt is házasodott meg. Lehetséges, hogy felesége, Olga Kotromanics István bosnyák bán lánya volt.

## Lázadása és száműzetése
Tódor bátyja Aleksandras 1380 körül meghalt a tatárok elleni harcban, így ő örökölte a podóliai fejedelmi címet. 1385-ben Jagelló és Hedvig házasságával Lengyelország és a Litván Nagyfejedelemség unióra lépett. A változásokkal elégedetlen Korjatovics 1388-ban szövetségre lépett a kijevi, novgorod-szeverszki és vityebszki fejedelmekkel (valamennyien Gediminas másik fiának Algirdasnak a gyermekei), valamint Roman moldvai fejedelemmel. A lázadó főurak koalícióját unokatestvérük, Vytautas, a későbbi nagyfejedelem verte le. 1393 őszén legyőzte a podóliai-moldvai seregeket, Korjatovics Tódor pedig családjával együtt Magyarországra menekült, hogy Zsigmond királytól segítséget kérjen. Távollétében azonban a városai és helyőrségei sorra adták meg magukat, Kamjanyec lakosai pedig egy éjjel maguk engedték be a litvánokat a városukba.

## Magyarországi tevékenysége

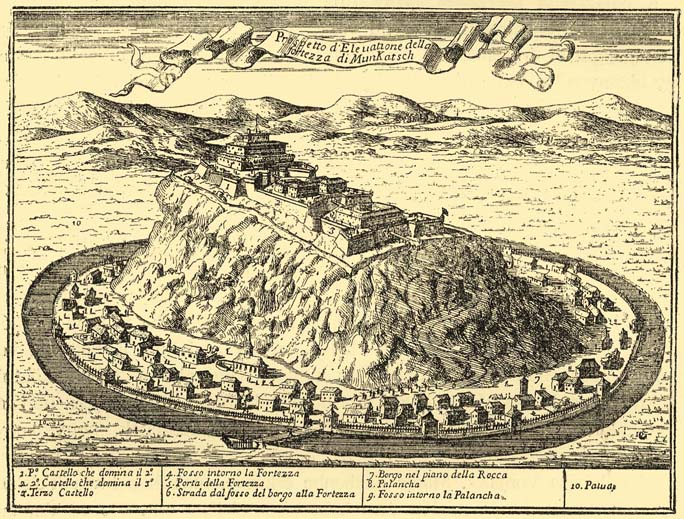
A munkácsi vár a 17. században

Korjatovics reménytelennek ítélve helyzetét, podóliai felségjogait Zsigmondnak adta át, aki cserébe Munkács és Makovica várait és birtokait adományozta neki, valamint kinevezte beregi és sárosi főispánnak. Később a máramarosi főispánságot is megkapta. Főispánként ő kormányozta a vármegyékben található királyi birtokokat, így Beregszászt és a környező falvakat is. Zsigmond ekkoriban a főúri ligákkal küzdött és Korjatovicsot mint rokonát, igyekezett a maga oldalra vonni és megerősíteni. 
Korjatovics átépítette a munkácsi várat (akkor nyerte el a mai, hármas tagoltságát) és a sziklán keresztül 85 méter mély kutat fúratott. Feleségével együtt megalapította a Csernek-hegyi Szent Miklós-kolostort , amelynek 16. században hamisított alapítólevele 1360-ra teszi a kolostor építését. Állítólag 40 000 podóliai ruszint is letelepített a mai Kárpátalja területén, ám egyes történészek ezt csak legendának tartják.
Sok időt töltött a királyi udvarban, de országos méltóságot nem vállalt. 1396-ban részt vett a nikápolyi csatában, ahol török fogságba esett és csak 1401-ben, nagy váltságdíj árán szabadult. Elkísérte Zsigmondot a konstanzi zsinatra is. 
Korjatovics Tódor 1414-ben halt meg. Fiúutódja nem lévén, birtokai visszaszálltak a koronára.

## Gyermekei
- Vlagyimir
- Zsedevid-Iván (†1393 után)
- Mária (†1416 után), férje Marcali Imre
- Anna (†1416 után), a Garai családba házasodott

## Fordítás
Ez a szócikk részben vagy egészben  a(z)   Фёдор Кориатович című orosz Wikipédia-szócikk ezen változatának fordításán alapul.  Az eredeti cikk szerkesztőit annak laptörténete sorolja fel. Ez a jelzés csupán a megfogalmazás eredetét és a szerzői jogokat jelzi, nem szolgál a cikkben szereplő információk forrásmegjelöléseként.